# Paulo Milton Barbosa Landim
Paulo Milton Barbosa Landim (São Paulo, 11 de janeiro de 1938 – 14 de janeiro de 2025) foi um geólogo, pesquisador e professor universitário brasileiro.
Comendador da Ordem Nacional do Mérito Científico, membro da Academia Brasileira de Ciências e da Academia de Ciências do Estado de São Paulo, é professor emérito da Universidade Estadual Paulista, em Rio Claro.

## Biografia
Nascido no estado de São Paulo, em 1938, Paulo ingressou no curso de geologia pela então Faculdade de Filosofia, Ciências e Letras da Universidade de São Paulo (hoje o Instituto de Geociências - IGc) em 1961 e em 1967 doutorou-se por essa mesma universidade sob a orientação do professor Josué Camargo Mendes. Em 1978, ingressou como professor titular de estratigrafia na Universidade Estadual Paulista (UNESP), em Rio Claro.
Com outros geólogos, Paulo foi um dos fundadores do curso de geologia da UNESP, tendo sido seu coordenador de 1972 a 1979, chefe do departamento de Geologia e Mineralogia de 1973 a 1974, chefe do Departamento de Geociências em 1977, vice-diretor do Instituto de 1977 a 1980, diretor de 1981 a 1984, tendo sido também vice-reitor da Universidade Estadual Paulista de 1985 a 1988 e reitor dessa Universidade de 1989 a janeiro de 1993.
Sua principal área de atuação é a estratigrafia e a evolução tecto-sedimentar da Bacia intracratônica do Paraná com a aplicação de métodos geoestatísticos e estatísticos multivariados em Geociências. Com várias publicações internacionais e nacionais, já orientou 13 mestres e 10 doutores, além de participar de várias bancas. Aposentou-se da universidade em 1998, mas permanece como professor sênior associado, onde leciona disciplinas de pós-graduação.

## Homenagem
O Museu de Paleontologia e Estratigrafia do Departamento de Geologia Sedimentar da UNESP leva seu nome, “Museu Prof. Dr. Paulo Milton Barbosa
Landim”, desde 1993. No mesmo departamento, instalou os Laboratórios de Geomatemática e Didático de Geoinformática.

## Publicações
- 2013 - Geoestatística. Conceitos e Aplicações. 1. ed. São Paulo: Oficina de Textos, 2013. 215p.
- 2011 - Análise estatística de dados geológicos multivariados. 1. ed. São Paulo: Oficina de Textos, 2011. v. 1. 208p.
- 2003 - Análise estatística de dados geológicos. 2a. edição revista e ampliada. 2. ed. São Paulo/SP: Fundação Editora da UNESP/FEU, 2003. 253p .
- 1998 - Análise Estatística de Dados Geológicos. 1. ed. SÃO PAULO: FUNDAÇÃO EDITORA DA UNESP, 1998. 226p .
- 1996 -  Pesquisas em Geociências. Catálogo de Resumo de Dissertações e Teses dos Programas de Pós-Graduação em Geociências e Meio Ambiente e Geologia Regional: 1986-1996. Rio Claro/SP: Instituto de Geociências e Ciências Exatas/Unesp, campus de Rio Claro, 1996. v. 01. 255p.